# 아일랜드 여성평의회
아일랜드 여성평의회(아일랜드어: Cumann na mBan 쿠먼 너 므안[ˈkʊmˠən̪ˠ n̪ˠə mˠan̪ˠ], 영어: Irishwomen's Council)는 1914년 4월 2일 더블린에서 결성된 아일랜드 공화주의자 여성들의 준군사조직이다. 1914년 아일랜드의 딸들을 흡수하고 1916년 아일랜드 의용군의 보조조직이 되었다.